# 小行星72037
小行星72037（72037 Castelldefels）是一颗绕太阳运转的小行星，为主小行星带小行星。该小行星于2000年12月10日发现。
該小行星以西班牙加泰隆尼亞巴塞隆納省的市鎮卡斯特爾德費爾斯命名。

## 轨道参数
小行星72037的轨道半长轴为2.2037890 UA，离心率为0.186。